# Athis-de-l’Orne
Athis-de-l’Orne ist eine Ortschaft und eine ehemalige französische Gemeinde mit 2.470 Einwohnern (Stand: 1. Januar 2022) im Département Orne in der Region Normandie. Sie gehörte zum Kanton Athis-de-l’Orne und zum Arrondissement Argentan.
Mit Wirkung vom 1. Januar 2016 wurden die bisherigen Gemeinden Athis-de-l’Orne, Bréel, La Carneille, Notre-Dame-du-Rocher, Ronfeugerai, Ségrie-Fontaine, Taillebois und Les Tourailles zu einer Commune nouvelle mit dem Namen Athis-Val de Rouvre zusammengeschlossen und haben in der neuen Gemeinde den Status einer Commune déléguée. Der Verwaltungssitz befindet sich im Ort Athis-de-l’Orne.

## Geografie
Der Ort Athis-de-l’Orne liegt in den südwestlichen Ausläufern der Normannischen Schweiz, neun Kilometer nordöstlich von Flers. Nachbargemeinden von Athis-de-l’Orne waren vor 2016 Sainte-Honorine-la-Chardonne im Norden, Taillebois im Osten, Ronfeugerai im Südwesten, Flers im Süden, Aubusson im Südwesten, Montilly-sur-Noireau im Westen und Saint-Pierre-du-Regard im Nordwesten.

## Etymologie
Der Name kommt von Aties oder Atties, was vom lateinischen Attegioe (deutsch: Hütte) abgeleitet ist. Die ersten Ausprägungen des Ortes waren Hütten von Hirten, Winzern und Holzfällern.
1968 erhielt der Gemeindename den Zusatz de-l’Orne.

## Geschichte
In der Feudalzeit teilte sich Athis in sechs Lehen auf: Saint-Vigor, Le Buat, Les Bots, Espinouze, Planquivon und La Fressengère. Der Ortskern gehörte zu Saint-Vigor. Schon vor 1300 gehörte die Seigneurie Athis der Familie Renouf d’Athis. 1388 ging die Seigneurie in den Besitz des Hauses von Falaise über. Mitte des 15. Jahrhunderts besaß die Familie de Renneville Athis, 1634 ging sie dann in den Besitz des Ehemanns der letzten Erbin der Familie, Jean-Paul de Saint-Germain, über. 1740 gründete Marguerite Lemaistre, Witwe des Seigneur, eine kostenlose Schule für die Armen. 1767 wurde sie Patin für eine der Glocken der Kirche. Ihr Sohn war der letzte Seigneur über Athis.

### Internierungslager Athis
Das Internierungslager in Athis zählt nach Christian Eggers zu den Lagern, die von den französischen Behörden während des Drôle de guerre zur Unterbringung von unerwünschten Ausländern in zumeist zweckentfremdeten oder ungeeigneten Gebäuden eingerichtet wurden. In Athis befand sich das Centre de Rassemblement des Étrangers (Sammelzentrum für Ausländer) in einer Schuhfabrik, die von Oktober 1939 bis Januar 1940 genutzt wurde.:S. 222
In Athis waren auch deutsche Antifaschisten interniert, die im Verdacht standen, kommunistische Sympathisanten zu sein. Aus diesem Grund war es ihnen verwehrt, sich als Prestataires zu verpflichten.:S. 224 Andererseits hätten die in Athis Internierten aber die Möglichkeit gehabt, Spaziergänge in der Umgebung zu machen – eine nicht in vielen Lagern übliche Vergünstigung.:S. 234
Im Januar 1940 wurden die Insassen des Lagers in das Internierungslager Damigny verlegt.

## Bevölkerungsentwicklung
| Jahr      | 1962 | 1968 | 1975 | 1982 | 1990 | 1999 | 2008 | 2013 | 2021 |
| --------- | ---- | ---- | ---- | ---- | ---- | ---- | ---- | ---- | ---- |
| Einwohner | 2047 | 2016 | 2202 | 2369 | 2395 | 2423 | 2624 | 2564 | 2516 |

## Kultur und Sehenswürdigkeiten
L’Étang de la Queue d’Aronde, vier Hektar großer Teich aus dem 19. Jahrhundert, seit 1988 in Besitz der Gemeinde
- Vère-Tal, 113 km² großes Flusstal, davon gehören 18,06 km² zur Gemeinde Athis-de-l’Orne
- Kirche Saint-Vigor, ursprünglich von 1160, 1855 komplett erneuert
- Kapelle Sacré-Cœur
- Protestantische Kirche, geweiht am 8. April 1866
- Botanischer Garten
- Filature de la Martinique, Baumwollspinnerei ab 1818, von 1948 bis 1986 Asbestweberei, Monument historique[6]

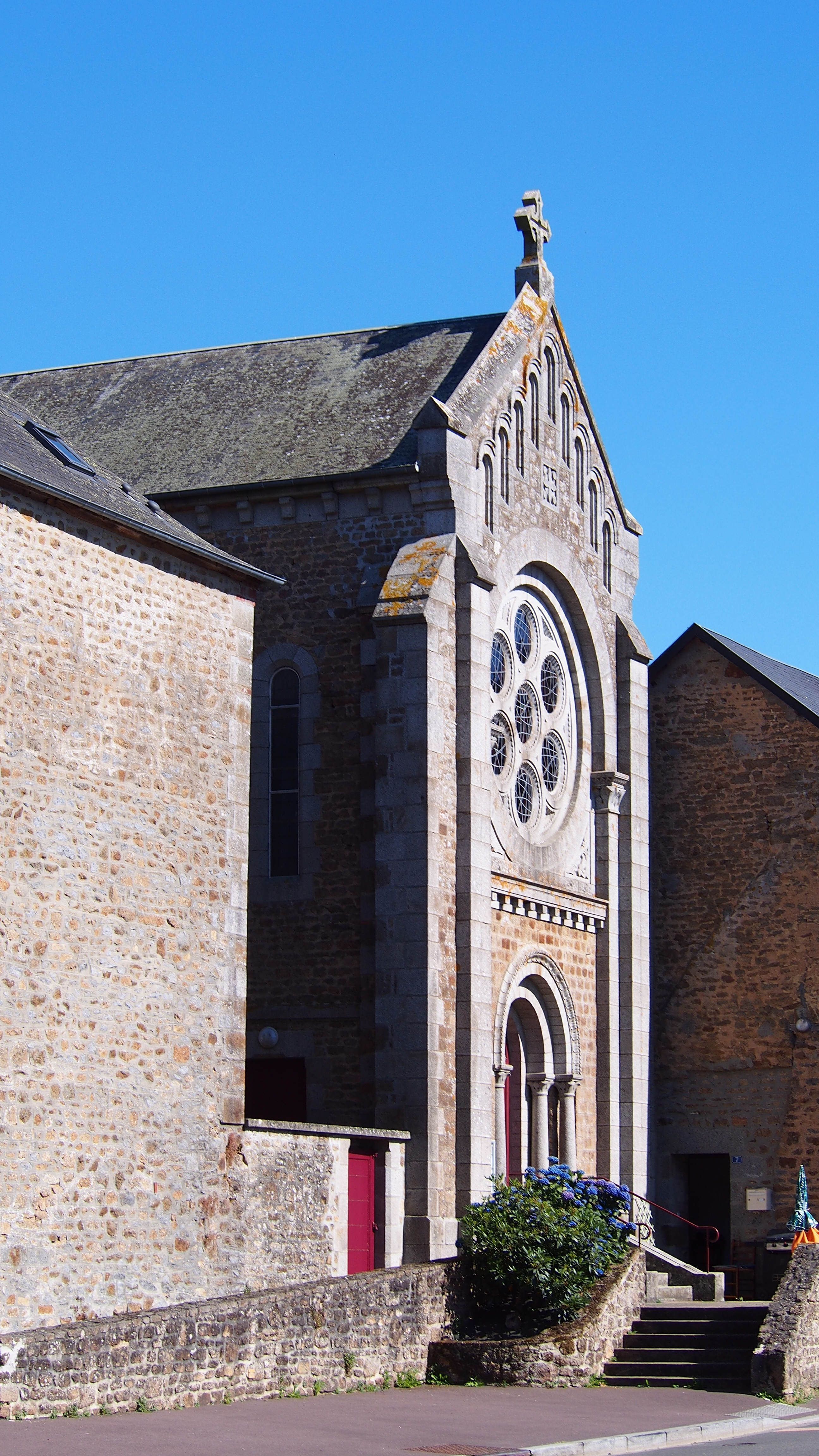
Kapelle Sacré-Cœur
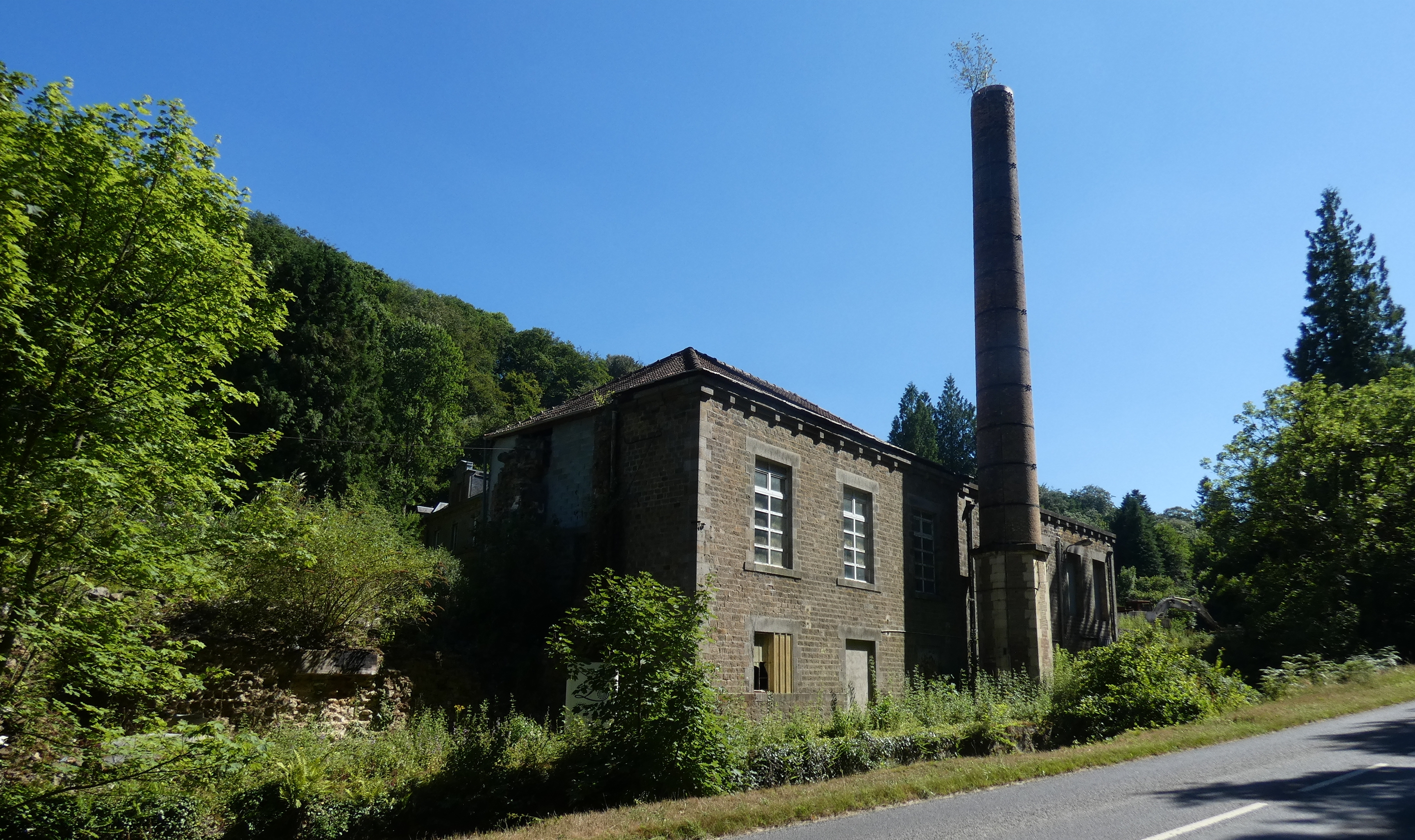
Filature de la Martinique
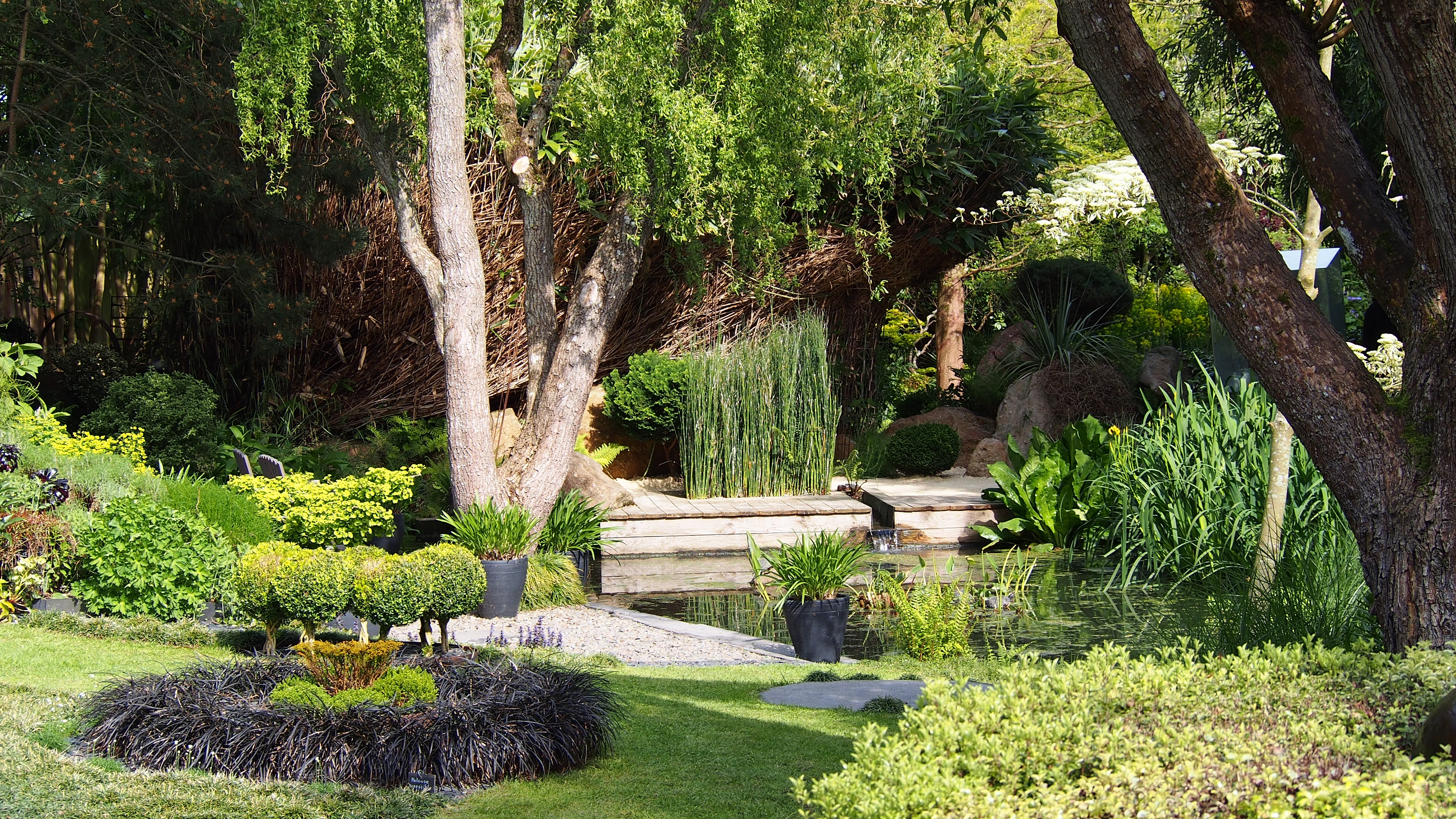
Botanischer Garten

## Gemeindepartnerschaften
- Bromyard, Vereinigtes Königreich, seit 1980
- Schöppenstedt in Niedersachsen, seit 1986[7]